# Церква Преображення Господнього (Токи)
Церква Преображення Господнього в Токах — парафія і храм Підволочиського благочиння Тернопільської єпархії Православної церкви України в селі Токи Тернопільського району Тернопільської области.
Оголошена пам'яткою архітектури місцевого значення.

## Історія церкви
Храм Преображення Господнього був збудований у 1897 році на місці, де згоріла попередня церква. Його освятили у 1902 році.
Голова церковного комітету Григорій Костецький шукав зразок для майбутнього храму, оглянувши багато споруд. Він запросив майстрів з Відня для роботи над проєктом і доклав значних зусиль до збору коштів серед парафіян.

## Парохи
- о. Панкратій Бєлінський,
- о. Володимир Копитчак (1899—1908),
- о. Іван Малюца (1908—1911),
- о. Дмитро Мигоцький (1911—1914),
- о. Петро Петриця —1914—1941),
- о. Іван Яцишин (1941—1948),
- о. Степан Гоба (1948—1959),
- о. Михайло Клим (1959—1960),
- о. Василь Грош (1960—1961),
- о. Павло Осос (1961—1963),
- о. Любомир Мельник (1963—1974),
- о. Микола Сус (1974—1979),
- о. Дмитро Чиж (1980—2020),[джерело?]
- о. Василь Шадий (від 2020).[джерело?]